# (33854) 2000 HH53
2000 HH53 (asteroide 33854) é um asteroide da cintura principal. Possui uma excentricidade de 0.15862080 e uma inclinação de 13.58273º.
Este asteroide foi descoberto no dia 29 de abril de 2000 por LINEAR em Socorro.